# 마운트플레전트역 (브램턴)
마운트플레전트역(Mount Pleasant Station)은 캐나다 온타리오주 브램턴의 뉴어바니즘 건축 양식의 동네인 마운트플레전트에 위치해있는 GO 트랜싯의 통근 열차 노선인 키치너선의 정차역으로, 보베이어드와 애쉬비 필드 드라이브에 위치해있다. 이 역은 키치너선의 평일 낮 시간대 열차의 시종착역이기도 하다.

## 위치
마운트플레전트역은 캐나다 내셔널 철도 홀턴선 18.3마일 (29.5km) 지점에 위치해있으며, 조지타운과 브램턴역 사이에 위치해있다.
브램턴역부터 북서쪽으로 홀턴선 연선은 교외 주거 지역의 모습이 계속 이어지고, 마운트플레전트역은 브램턴 북서쪽 끝에 위치한 역이다. 2005년에 개통한 이 역은 유니언역과 브램턴 사이를 운행하는 키치너선 평시 통근열차의 종점으로 개통하였고, 두 승강장이 세 선로 사이에 위치해있다. 마운트플레전트역 주위에는 고층 빌딩이 여럿 보여 대중교통을 중심으로 한 교외 주택 개발이 이루어진 것을 볼 수 있다. 마운트플레전트역에서 북서쪽으로는 인근에 숲과 골재채취단지가 보인다. 크레딧강을 건너면서 홀턴선은 조지타운의 여러 공업 및 주택단지를 지나게 된다.

## 역사
브램턴과 조지타운 지역은 인구가 급격히 증가하여 대중교통에 대한 수요가 증가하고 있었다. 1980년대에 인구가 거의 두 배로 늘어난 브램턴은 특히 마운트플레전트가 위치한 도시 북서부가 급속하게 성장하였다. 7번 고속도로와 크레딧뷰 로드 교차로에 위치한 마운트플레전트역은 2005년 2월 7일에 개통하였는데, 이 역은 기존 브램턴역의 주차 부족 문제를 완화하고 도시 북서부 지역에 통근열차를 운행하기 위해 개통하였다. 역 공사는 이듬해인 2006년 3월 15일에 완공되었다.
2011년 초, 메트로링스는 조지타운선을 키치너까지 연장하면서 노선명 또한 키치너선으로 바꾸었다. 이와 동시에 조지타운과 토론토 사이를 운행하던 열차 두 대는 키치너에 새로 지어진 임시 주박지에 도착하였다. 2011년부터 2016년까지는 이 키치너행 열차의 운행 횟수도 늘릴 뿐만 아니라 더욱 빠르고 안정적으로 운행하기 위해 선로를 추가하고, 기존 교량을 넓히고, 평면교차를 입체화하는 광범위한 공사가 진행되었다. 이에 따라 2015년 9월 8일, 유니언역과 마운트플레전트역을 오가는 평일 평시 통근열차가 운행하면서 선로 개량에 결실을 맺었다. 2021년 9월에는 키치너선 열차가 런던까지 하루 한 번 시범으로 운행하기 시작하였다.

## 시설
마운트플레전트역은 직원이 상주하는 유인역으로, 매표소는 평일 오전 5시 30분부터 정오까지, 주말과 공휴일에는 휴무한다. 매표소에서는 프레스토 카드를 연령층에 맞춰서 설정하거나 기본 출발 및 도착역을 설정하여 하차태그를 하지 않아도 자동으로 정산할 수 있도록 할 수 있다. 이 외에도 통근열차 티켓 구매나 카드 충전은 역에 있는 자동판매기에서 할 수 있다. 프레스토 카드가 없는 경우에는 신용카드나 체크카드를 단말기에 태그해 요금을 정산할 수도 있고, 스마트폰에서 GO 트랜싯 홈페이지에 들어가 이티켓 (e-ticket)을 구매할 수도 있다.
이 역에는 대합실, 화장실, 와이파이, ATM기, 공중전화가 있다. 승강장은 2면 3선의 승강장으로, 두 승강장은 엘리베이터와 계단으로 이어지는 지하도로 연결되어있다. 환승 주차장은 선로 남쪽에 위치해있으며, 1,486대 규모의 주차 공간이 마련되어있다. 주차는 최대 48시간까지 무료 주차가 가능하며, 이 역을 자주 이용하는 차량은 전용 주차 공간을 사전에 예약할 수 있으며, 카풀 차량 또한 전용 주차 공간을 예약할 수 있다. 마운트플레전트역까지 마중 나오는 차량을 위해 역 건물 앞에 정차 공간이 마련되어있으며, 마운트플레전트역까지 자전거를 타고 오는 경우 천정이 있는 자전거 거치대가 역 북쪽 출입구 앞에 마련되어있다.
버스 승강장은 선로 북쪽과 남쪽으로 나뉘어있는데, 남쪽에는 GO 트랜싯의 광역버스와 브램턴 교통 시내버스가 정차하며, 북쪽 승강장에는 브램턴 교통 시내버스만 정차한다.

## 운행 계통
2023년 6월 기준 마운트플레전트역에서 토론토 방면 키치너선 통근열차가 평일 출퇴근 시간대에 30분, 평일 평시 및 주말에는 1시간 간격으로 운행하며, 출퇴근 시간대 역방향은 버스로 대신 운행한다. 반대 방향으로는 모든 통근열차가 키치너에 종착하진 않으며, 평일 평시 일부 열차 및 주말 모든 열차는 이 역에 종착한다. 이후 31번이나 33번 버스가 마운트플레전트역에서 궬프 대학교까지 운행한다.

## 버스 연결편
이 역에서 갈아탈 수 있는 버스는 아래와 같다.

### GO 트랜싯
| 노선 | 노선            | 노선                | 종점             | 종점 | 종점                 | 경유지 | 기준일          | 비고 |
| ---- | --------------- | ------------------- | ---------------- | ---- | -------------------- | --- | --------------- | ---- |
| 31   | 조지타운        | Georgetown          | 궬프 대학교      | ↔    | 유니언역 버스 터미널 | - 토론토 방면: 메인 / 보베이어드 · 브램턴 시내 터미널 · 쇼퍼스 월드 브램턴 · 스틸즈 / 퍼스트 걸프 · 브래멀리역 · 맬튼역 · 유니언역 버스 터미널 - 궬프 방면: 궬프 / 킹 · 조지타운역 · 메인 / 크로스 · 액턴역 · 알마 / 잉커맨 · 궬프 센트럴역 · 궬프 대학교               | 2023년 6월 24일 |      |
| 31A  | 조지타운        | Georgetown          | 궬프 대학교      | ←    | 유니언역 버스 터미널 | 궬프 / 킹 · 조지타운역 · 메인 / 크로스 · 액턴역 · 알마 / 잉커맨 · 궬프 센트럴역 · 궬프 대학교 | 2023년 6월 24일 |      |
| 31B  | 조지타운        | Georgetown          | 궬프 대학교      | ↔    | 브래멀리역           | - 브램턴 방면: 메인 / 보베이어드 · 브램턴 시내 터미널 · 쇼퍼스 월드 브램턴 · 스틸즈 / 퍼스트 걸프 · 브래멀리역 - 궬프 방면: 궬프 / 킹 · 조지타운역 · 메인 / 크로스 · 액턴역 · 알마 / 잉커맨 · 궬프 센트럴역 · 궬프 대학교                                               | 2023년 6월 24일 |      |
| 31E  | 조지타운        | Georgetown          | 조지타운역       | ↔    | 유니언역 버스 터미널 | - 토론토 방면: 메인 / 보베이어드 · 브램턴 시내 터미널 · 쇼퍼스 월드 브램턴 · 스틸즈 / 퍼스트 걸프 · 브래멀리역 · 맬튼역 · 유니언역 버스 터미널 - 조지타운 방면: 궬프 / 킹 · 조지타운역                                                                                  | 2023년 6월 24일 |      |
| 31F  | 조지타운        | Georgetown          | 조지타운역       | ↔    | 유니언역 버스 터미널 | - 토론토 방면: 메인 / 보베이어드 · 브램턴 시내 터미널 · 쇼퍼스 월드 브램턴 · 스틸즈 / 퍼스트걸프 · 유니언역 버스 터미널 - 조지타운 방면: 궬프 / 킹 · 조지타운역 | 2023년 6월 24일 |      |
| 31K  | 조지타운        | Georgetown          | 마운트플레전트역 | ↔    | 유니언역 버스 터미널 | 메인 / 보베이어드 · 브램턴 시내 터미널 · 쇼퍼스 월드 브램턴 · 스틸즈 / 퍼스트걸프 · 유니언역 버스 터미널 | 2023년 6월 24일 |      |
| 31M  | 조지타운        | Georgetown          | 궬프 대학교      | ←    | 브램턴 시내 터미널   | 궬프 / 킹 · 조지타운역 · 메인 / 크로스 · 액턴역 · 알마 / 잉커맨 · 궬프 센트럴역 · 궬프 대학교 | 2023년 6월 24일 |      |
| 31X  | 조지타운        | Georgetown          | 마운트플레전트역 | ←    | 유니언역 버스 터미널 | 당역 종착 | 2023년 6월 24일 |      |
| 33   | 궬프 / 노스요크 | Guelph / North York | 궬프 대학교      | ↔    | 요크밀스 버스 터미널 | - 노스요크 방면: 메인 / 보베이어드 · 브램턴 시내 터미널 · 쇼퍼스 월드 브램턴 · 휴론타리오 / 407번 · 킬 / 401번 · 요크데일 버스 터미널 · 요크밀스 버스 터미널 - 궬프 방면: 궬프 / 킹 · 조지타운역 · 메인 / 크로스 · 액턴역 · 알마 / 잉커맨 · 궬프 센트럴역 · 궬프 대학교 | 2023년 6월 24일 |      |
| 33B  | 궬프 / 노스요크 | Guelph / North York | 마운트플레전트역 | ↔    | 요크밀스 버스 터미널 | 메인 / 보베이어드 · 브램턴 시내 터미널 · 쇼퍼스 월드 브램턴 · 휴론타리오 / 407번 · 킬 / 401번 · 요크데일 버스 터미널 · 요크밀스 버스 터미널 | 2023년 6월 24일 |      |
| 33E  | 궬프 / 노스요크 | Guelph / North York | 조지타운역       | ↔    | 요크밀스 버스 터미널 | - 노스요크 방면: 메인 / 보베이어드 · 브램턴 시내 터미널 · 쇼퍼스 월드 브램턴 · 휴론타리오 / 407번 · 킬 / 401번 · 요크데일 버스 터미널 · 요크밀스 버스 터미널 - 조지타운 방면: 궬프 / 킹 · 조지타운역                                                                    | 2023년 6월 24일 |      |
| 33F  | 궬프 / 노스요크 | Guelph / North York | 궬프 대학교      | →    | 마운트플레전트역     | 당역 종착 | 2023년 6월 24일 |      |
| 33G  | 궬프 / 노스요크 | Guelph / North York | 조지타운역       | ↔    | 마운트플레전트역     | 궬프 / 킹 · 조지타운역 | 2023년 6월 24일 |      |

### 브램턴 교통
GO 트랜싯과 브램턴 시내버스 간 환승 시 환승 할인이 적용되며 시내버스 요금은 차감되지 않는다.
| 노선 | 노선           | 노선                 | 종점                  | 종점 | 종점                           | 경유지 | 비고                                                                       |
| ---- | -------------- | -------------------- | --------------------- | ---- | ------------------------------ | --- | -------------------------------------------------------------------------- |
| 1    | 퀸             | Queen                | 마운트플레전트역      | ↔    | 50번 / 에버니저                | 경유지 - 보베이어드 / 미시소가 로드 - 미시소가 로드 / 퀸 - 퀸 / 크레딧뷰 - 퀸 / 제임스 포터 - 퀸 / 친쿠시 - 퀸 / 드링크워터 - 퀸 / 맥로플린 - 퀸 / 맥머키 - 브램턴 시내 터미널 - 퀸 / 센터 - 퀸 / 케네디 - 퀸 / 러더퍼드 - 클라크 / 웨스트 - 브래멀리 터미널 - 브래멀리 / 퀸 - 퀸 / 핀치게이트 - 퀸 / 토브램 - 퀸 / 게이트웨이 - 퀸 / 에어포트 로드 - 퀸 / 고어웨이 - 에버니저 / 맥빈 - 에버니저 / 고어 - 50번 / 에버니저 | 매일 상시 운행. 역 남쪽 12번 승강장에서 승차.                              |
| 4    | 친쿠시         | Chinguacousy         | 마운트플레전트역      | ↔    | 브램턴 게이트웨이 터미널       | 경유지 - 보베이어드 / 레이크루이즈 (4) - 브리스데일 / 샌들우드 (4) - 페어힐 / 크레딧뷰 (4A) - 크레딧뷰 / 샌들우드 (4A) - 왠리스 / 크레딧뷰 (4A) - 왠리스 / 브리스데일 - 친쿠시 / 왠리스 - 친쿠시 / 샌들우드 - 친쿠시 / 보베이어드 - 친쿠시 / 윌리엄스 - 친쿠시 / 밸리웨이 - 친쿠시 / 퀸 - 친쿠시 / 보니 브레이스 - 친쿠시 / 더스크 - 친쿠시 / 샤롤레 - 스틸즈 / 메이비스 - 셰리던 대학 - 스틸즈 / 몰타 - 브램턴 게이트웨이 터미널 | 매일 상시 운행. 역 남쪽 8번 승강장에서 승차.                               |
| 4A   | 친쿠시         | Chinguacousy         | 마운트플레전트역      | ↔    | 브램턴 게이트웨이 터미널       | 경유지 - 보베이어드 / 레이크루이즈 (4) - 브리스데일 / 샌들우드 (4) - 페어힐 / 크레딧뷰 (4A) - 크레딧뷰 / 샌들우드 (4A) - 왠리스 / 크레딧뷰 (4A) - 왠리스 / 브리스데일 - 친쿠시 / 왠리스 - 친쿠시 / 샌들우드 - 친쿠시 / 보베이어드 - 친쿠시 / 윌리엄스 - 친쿠시 / 밸리웨이 - 친쿠시 / 퀸 - 친쿠시 / 보니 브레이스 - 친쿠시 / 더스크 - 친쿠시 / 샤롤레 - 스틸즈 / 메이비스 - 셰리던 대학 - 스틸즈 / 몰타 - 브램턴 게이트웨이 터미널 | 매일 상시 운행. 역 남쪽 8번 승강장에서 승차.                               |
| 5    | 보베이어드     | Bovaird              | 마운트플레전트역      | ↔    | 웨스트우드 몰                  | 경유지 - 보베이어드 / 레이크루이즈 - 보베이어드 / 친쿠시 - 보베이어드 / 플레처스크리크 - 보베이어드 / 맥로플린 - 보베이어드 / 로열오처드 - 보베이어드 / 메인 - 보베이어드 / 케네디 - 보베이어드 / 사우스레이크 - 트리니티 커먼 터미널 - 보베이어드 / 딕시 - 보베이어드 / 맥케이 - 보베이어드 / 브래멀리 - 브램턴 시립병원 - 보베이어드 / 토브램 - 보베이어드 / 에어포트 로드 - 캐슬모어 / 고어웨이 - 고어웨이 / 퀸 - 고어웨이 / 스틸즈 - 고어웨이 / 브랜든게이트 - 웨스트우드 몰 | 매일 상시 운행. 역 남쪽 11번 승강장에서 승차.                              |
| 5A   | 보베이어드     | Bovaird              | 마운트플레전트역      | ↔    | 웨스트우드 몰                  | 경유지 - 보베이어드 / 레이크루이즈 - 보베이어드 / 친쿠시 - 보베이어드 / 플레처스크리크 - 보베이어드 / 맥로플린 - 보베이어드 / 로열오처드 - 보베이어드 / 메인 - 보베이어드 / 케네디 - 보베이어드 / 사우스레이크 - 트리니티 커먼 터미널 - 보베이어드 / 딕시 - 보베이어드 / 맥케이 - 보베이어드 / 브래멀리 - 브램턴 시립병원 - 보베이어드 / 토브램 - 에어포트 로드 / 보베이어드 - 에어포트 로드 / 윌리엄스 파크웨이 - 에어포트 로드 / 퀸 - 에어포트 로드 / 우즐리 - 에어포트 로드 / 스틸즈 - 모닝스타 / 콜레트 - 웨스트우드 몰 | 매일 상시 운행. 역 남쪽 11번 승강장에서 승차.                              |
| 6    | 제임스 포터    | James Potter         | 마운트플레전트역      | ↔    | 휴론타리오 / 407번 환승 주차장 | 경유지 - 크레딧뷰 / 베테런스 - 제임스 포터 / 보베이어드 - 제임스 포터 / 윌리엄스 - 제임스 포터 / 더스크 - 제임스 포터 / 영 - 제임스 포터 / 퀸 - 스틸즈 / 메이비스 - 메이비스 / 레이 로슨 - 데리 / 휴론타리오 - 휴론타리오 / 407번 환승 주차장 | 월-토 아침부터 저녁까지 운행. 역 북쪽 2번 승강장에서 승차.                 |
| 9    | 보든           | Vodden               | 마운트플레전트역      | ↔    | 선팩 / 윌리엄스                | 경유지 - 보베이어드 / 레이크루이즈 - 보베이어드 / 친쿠시 - 플레처스크리크 / 보베이어드 - 윌리엄스 / 플레처스크리크 - 윌리엄스 / 맥로플린 - 보든 / 윌리엄스 - 보든 / 메인 - 보든 / 센터 - 보든 / 케네디 - 보든 / 러더퍼드 - 보든 / 하우든 - 하우든 / 딕시 - 브래멀리 터미널 - 센트럴파크 / 브래멀리 - 센트럴파크 / 그린애로우 - 센트럴파크 / 토브램 - 크라이슬러 / 윌리엄스 - 윌리엄스 / 에어포트 로드 - 선팩 / 윌리엄스 | 평일 아침부터 저녁까지 운행. 역 남쪽 9번 승강장에서 승차.                  |
| 23   | 샌들우드       | Sandalwood           | 마운트플레전트역      | ↔    | 퀸 / 50번                      | 경유지 - 크레딧뷰 / 베테런스 - 베테런스 / 바탈리온 - 샌들우드 / 크레딧뷰 - 샌들우드 / 로버트 파킨슨 - 샌들우드 / 크레딧뷰 - 샌들우드 / 브리스데일 - 샌들우드 / 친쿠시 - 샌들우드 / 이든브루크힐 - 샌들우드 / 퀸 메리 - 샌들우드 / 맥로플린 - 샌들우드 / 밴커크 - 샌들우드 / 휴론타리오 - 하트레이크 터미널 - 트리니티 커먼 터미널 - 샌들우드 / 딕시 - 샌들우드 / 펀포레스트 - 샌들우드 / 브래멀리 - 샌들우드 / 서니메도우 - 샌들우드 / 토브램 - 샌들우드 / 마운티내시 - 험버웨스트 / 에어포트 로드 - 캐슬모어 / 호라이즌 - 캐슬모어 / 고어웨이 - 코트렐 / 고어웨이 - 코트렐 / 맥빈 - 코트렐 / 웨스트브루크 - 코트렐 / 고어 - 코트렐 / 비아 로마노 - 50번 / 에버니저 - 퀸 / 50번 | 매일 상시 운행. 역 북쪽 3번 승강장에서 승차.                               |
| 26   | 마운트플레전트 | Mount Pleasant       | 클락워크 / 친쿠시     | ↔    | 마운트플레전트역               | 경유지 - 갠튼하이츠 / 크레딧뷰 - 베테런스 / 바탈리온 - 베테런스 / 왠리스 - 메이필드 / 브리스데일 - 클락워크 / 친쿠시 | 월-토 저녁까지 운행. 역 북쪽 1번 승강장에서 승차.                          |
| 27   | 로버트 파킨슨  | Robert Parkinson     | 리멤버런스 / 크레딧뷰 | ↔    | 마운트플레전트역               | 경유지 - 블리스빌 / 크레딧뷰 - 샌들우드 / 크레딧뷰 - 로버트 파킨슨 / 왠리스 - 크레딧뷰 / 메이필드 - 리멤버런스 / 크레딧뷰 | 월-토 아침부터 저녁까지 운행. 역 북쪽 4번 승강장에서 승차.                 |
| 28   | 왠리스         | Wanless              | 마운트플레전트역      | ↔    | 샌들우드 루프                  | 경유지 - 블리스빌 / 크레딧뷰 - 크레딧뷰 / 샌들우드 - 크레딧뷰 / 왠리스 - 리멤버런스 / 크레딧뷰 - 왠리스 / 친쿠시 - 왠리스 / 퀸 메리 - 왠리스 / 맥로플린 - 왠리스 / 밴커크 - 왠리스 / 휴론타리오 - 샌들우드 루프 | 평일 출퇴근 시간대에만 운행. 역 북쪽 4번 승강장에서 승차.                  |
| 29   | 윌리엄스       | Williams             | 마운트플레전트역      | ↔    | 퀸 / 고어웨이                  | 경유지 - 애쉬비필드 / 제임스 포터 - 윌리엄스 / 제임스 포터 - 윌리엄스 / 친쿠시 - 윌리엄스 / 플레처스크리크 - 윌리엄스 / 보든 - 윌리엄스 / 메인 - 윌리엄스 / 센터 - 윌리엄스 / 케네디 - 윌리엄스 / 러더퍼드 - 윌리엄스 / 하우든 - 윌리엄스 / 딕시 - 윌리엄스 / 맥케이 - 윌리엄스 / 브래멀리 - 윌리엄스 / 그레노블 - 윌리엄스 / 토브램 - 윌리엄스 / 크라이슬러 - 윌리엄스 / 에어포트 로드 - 윌리엄스 / 선팩 - 퀸 / 고어웨이 - 스틸즈 / 고어웨이 (29A) - 패짓 / 켄뷰 (29A) | 평일 상시, 주말 아침부터 저녁까지 운행. 역 남쪽 7번 승강장에서 승차.       |
| 29A  | 윌리엄스       | Williams             | 마운트플레전트역      | ↔    | 패짓 / 켄뷰                    | 경유지 - 애쉬비필드 / 제임스 포터 - 윌리엄스 / 제임스 포터 - 윌리엄스 / 친쿠시 - 윌리엄스 / 플레처스크리크 - 윌리엄스 / 보든 - 윌리엄스 / 메인 - 윌리엄스 / 센터 - 윌리엄스 / 케네디 - 윌리엄스 / 러더퍼드 - 윌리엄스 / 하우든 - 윌리엄스 / 딕시 - 윌리엄스 / 맥케이 - 윌리엄스 / 브래멀리 - 윌리엄스 / 그레노블 - 윌리엄스 / 토브램 - 윌리엄스 / 크라이슬러 - 윌리엄스 / 에어포트 로드 - 윌리엄스 / 선팩 - 퀸 / 고어웨이 - 스틸즈 / 고어웨이 (29A) - 패짓 / 켄뷰 (29A) | 평일 상시 운행. 역 남쪽 7번 승강장에서 승차.                               |
| 55   | 엘번 마켈      | Elbern Markell       | 마운트플레전트역      | ↔    | 친쿠시 / 퀸                    | 경유지 - 엘번 마켈 / 윌리엄스 - 크레딧뷰 / 퀸 - 제임스 포터 / 보니 브레이스 - 제임스 포터 / 퀸 - 퀸 / 친쿠시 | 평일 아침부터 저녁까지 운행. 역 남쪽 5번 승강장에서 승차.                  |
| 60   | 미시소가 로드  | Mississauga Road     | 마운트플레전트역      | ↔    | 파이낸셜 / 데리                | 경유지 - 애쉬비필드 / 제임스 포터 - 제임스 포터 / 윌리엄스 - 윌리엄스 / 엘번 마켈 - 로열 웨스트 / 퀸 - 미시소가 로드 / 퀸 - 미시소가 로드 / 파이낸셜 - 미시소가 로드 / 스틸즈 - 미시소가 로드 / 히어포드 - 데리 / 파이낸셜 - 데리 / 크레딧뷰 - 파이낸셜 / 데리 | 매일 아침부터 저녁까지 운행. 역 남쪽 5번 승강장에서 승차.                  |
| 104  | 친쿠시 급행    | Chinguacousy Express | 마운트플레전트역      | ↔    | 브램턴 게이트웨이 터미널       | 경유지 - 보베이어드 / 레이크루이즈 - 친쿠시 / 윌리엄스 - 친쿠시 / 밸리웨이 - 친쿠시 / 퀸 - 친쿠시 / 보니 브레이스 - 친쿠시 / 더스크 - 스틸즈 / 메이비스 - 셰리던 대학 - 스틸즈 / 몰타 - 브램턴 게이트웨이 터미널 | 평일 출퇴근 시간대에만 운행. 역 남쪽 8번 승강장에서 승차.                  |
| 505  | 줌 보베이어드  | Züm Bovaird          | 마운트플레전트역      | ↔    | 맬튼역                         | 경유지 - 보베이어드 / 레이크루이즈 - 보베이어드 / 친쿠시 - 보베이어드 / 맥로플린 - 보베이어드 / 메인 - 보베이어드 / 케네디 - 보베이어드 / 사우스레이크 - 트리니티 커먼 터미널 - 보베이어드 / 딕시 - 보베이어드 / 브래멀리 - 브램턴 시립병원 - 보베이어드 / 토브램 - 보베이어드 / 에어포트 로드 - 에어포트 로드 / 노스파크 - 에어포트 로드 / 윌리엄스 - 에어포트 로드 / 퀸 - 에어포트 로드 / 우즐리 - 에어포트 로드 / 스틸즈 - 에어포트 로드 / 모닝스타 - 에어포트 로드 / 데리 - 맬튼역 | 평일 상시 운행, 주말 아침부터 저녁까지 운행. 역 남쪽 11번 승강장에서 승차. |
| 561  | 줌 퀸 웨스트   | Züm Queen West       | 마운트플레전트역      | ↔    | 브램턴 시내 터미널             | 경유지 - 보베이어드 / 미시소가 로드 - 미시소가 로드 / 윌리엄스 - 퀸 / 미시소가 로드 - 퀸 / 크레딧뷰 - 퀸 / 제임스 포터 - 퀸 / 친쿠시 - 퀸 / 맥로플린 - 퀸 / 맥머키 - 브램턴 시내 터미널 | 평일 출퇴근 시간대에만 운행. 역 남쪽 12번 승강장에서 승차.                 |

## 인접 정차역
| CN 홀턴선            | CN 홀턴선          | CN 홀턴선          |
| -------------------- | ------------------ | ------------------ |
| 조지타운 키치너 방면 | GO 트랜싯 키치너선 | 브램턴 유니언 방면 |